# Heers
Heers este o comună din regiunea Flandra din Belgia. Comuna este formată din localitățile Heers, Batsheers, Opheers, Veulen, Gutschoven, Mettekoven, Mechelen-Bovelingen, Rukkelingen-Loon, Heks, Horpmaal, Vechmaal și Klein-Gelmen. Suprafața totală a comunei este de 53,07 km². La 1 ianuarie 2008 comuna avea o populație totală de 6.898 locuitori. 
1. ↑  Crossroad Bank of Enterprises, accesat în 26 iulie 2023